# ایگنیشس سانچو
چارلز ایگنیشس سانچو (انگلیسی: Charles Ignatius Sancho؛ حدود ۱۷۲۹–۱۴ دسامبر ۱۷۸۰) نویسنده و آهنگساز انگلیسی بود. وی اولین بریتانیایی شناخته شده با میراث آفریقایی است که در انتخابات عمومی قرن هجدهم رأی داده‌است (در آن زمان شرایط سخت مالکیت املاک وجود داشت که رای‌دهندگان آن زمان باید آنها را برآورده می‌کردند و فقط حدود ۳٪ از جمعیت انگلیس واجد شرایط بودند). وی به عنوان یک مالک مستقل املاک مرد، با داشتن خانه و فروشگاه مواد غذایی در لندن، حق داشت در انتخابات ۱۷۷۴ و ۱۷۸۰ رأی خود را به اعضای پارلمان بدهد. او در زمان خود به عنوان «سیاه‌پوست خارق‌العاده» شهرت پیدا کرد و در برابر لغو برده‌داری در انگلیس در قرن ۱۸ به نمادی از انسانیت آفریقایی‌ها و بی‌اخلاقی تجارت برده تبدیل شد.
ایگناتیوس سانچو در حدود سال ۱۷۲۹ در آفریقا متولد شد، قبل از اینکه به عنوان یک کودک نوپا به انگلیس برده شود، پنج سال اول زندگی او در جزیره گرنادا در دریای کارائیب به بردگی گذشت. در آنجا مجبور شد به عنوان برده سه خواهر در گرینویچ خدمت کند اما سرانجام موفق به فرار شد. سپس وی در یک خانواده اشرافی دیگر استخدام شد و به مدت دو دهه برای آنها کار کرد. سانچو که خود خواندن و نوشتن را آموخته بود، از کتابخانه گسترده کارفرمایان خود برای ادامه تحصیلاتش استفاده کرد.
سانچو، نویسنده‌ای چیره‌دست بود و تعداد زیادی نامه نوشت. در بسیاری از این نامه‌ها از سیاست و جامعه قرن هجدهم انگلیس انتقاد شده بود.
مجموعه گسترده «آخرین نامه‌های ایگنیشس سانچو، یک آفریقایی» که دو سال پس از مرگ وی در سال ۱۷۸۲ ویرایش و منتشر شد، یکی از اولین روایات مربوط به برده‌داری آفریقایی‌هاست که یک برده سابق به زبان انگلیسی نوشته‌است. این نامه‌ها خوانندگان زیادی را به خود جلب کرد و توجه گسترده‌ای به هدف لغو برده‌داری داشت. روزنامه‌ها درخواست‌های فصیح وی را برای لغو برده‌داری منتشر کردند، که اولین مواجهه بسیاری از خوانندگان با قلم یک سیاه‌پوست را فراهم کرد.
سانچو همچنین چهار مجموعه از آهنگ‌های موسیقی را نیز منتشر کرد و به همراه همسرش در وست مینستر یک فروشگاه مواد غذایی باز کرد. او به عنوان یک مالک مرد از نظر مالی مستقل و بنابراین واجد شرایط رأی دادن بود؛ حقی که در تاریخ ۱۷۷۴ اعمال کرد و به اولین فردی از نژاد آفریقایی تبدیل شد که در انتخابات عمومی انگلیس رأی داد.